# Comercio exterior entre Bolivia y Chile
El Comercio exterior entre Bolivia y Chile se define al comercio internacional que mantienen bilateralmente el Estado Plurinacional de Bolivia con la República de Chile en el intercambio de diferentes productos, bienes y servicios.

## Década de 1960
La siguiente tabla se muestra el comercio exterior entre Bolivia y Chile, durante la década de 1960. 
| Año  | Exportaciones de Chile a Bolivia | Exportaciones de Bolivia a Chile |
| 1962 | USD 4.31 millones                | USD 169 mil                      |
| 1963 | USD 1.60 millones                | USD 271 mil                      |
| 1964 | USD 1.77 millones                | USD 421 mil                      |
| 1965 | USD 1.78 millones                | USD 737 mil                      |
| 1966 | USD 2.13 millones                | USD 1.04 millones                |
| 1967 | USD 2.05 millones                | USD 1.35 millones                |
| 1968 | USD 1.99 millones                | USD 1.36 millones                |
| 1969 | USD 2.00 millones                | USD 1.44 millones                |

## Década de 1970
La siguiente tabla se muestra el comercio exterior entre Bolivia y Chile, durante la década de 1970.
| Año  | Exportaciones de Chile a Bolivia | Exportaciones de Bolivia a Chile |
| 1970 | USD 2.23 millones                | USD 1.21 millones                |
| 1971 | USD 2.22 millones                | USD 3.90 millones                |
| 1972 | USD 3.18 millones                | USD 7.32 millones                |
| 1973 | USD 807 mil                      | USD 16.0 millones                |
| 1974 | USD 2.37 millones                | USD 28.0 millones                |
| 1975 | USD 13.4 millones                | USD 10.9 millones                |
| 1976 | Sin cambios                      | Sin cambios                      |
| 1977 | Sin cambios                      | Sin cambios                      |
| 1978 | Sin cambios                      | Sin cambios                      |
| 1979 | Sin cambios                      | Sin cambios                      |

## Década de 1980
La siguiente tabla se muestra el comercio exterior entre Bolivia y Chile, durante la década de 1980.
| Año  | Exportaciones de Chile a Bolivia | Exportaciones de Bolivia a Chile |
| 1980 | Sin cambios                      | Sin cambios                      |
| 1981 | Sin cambios                      | Sin cambios                      |
| 1982 | Sin cambios                      | Sin cambios                      |
| 1983 | Sin cambios                      | Sin cambios                      |
| 1984 | USD 9.00 millones                | USD 6.02 millones                |
| 1985 | USD 21.5 millones                | USD 229 mil                      |
| 1986 | USD 30.2 millones                | USD 4.54 millones                |
| 1987 | USD 40.9 millones                | USD 7.55 millones                |
| 1988 | USD 32.6 millones                | USD 10.9 millones                |
| 1989 | USD 35.4 millones                | USD 12.9 millones                |

## Década de 1990
La siguiente tabla se muestra el comercio exterior entre Bolivia y Chile, durante la década de 1990.
| Año  | Exportaciones de Chile a Bolivia | Exportaciones de Bolivia a Chile |
| 1990 | USD 79.5 millones                | USD 19.5 millones                |
| 1991 | USD 57.2 millones                | USD 17.7 millones                |
| 1992 | USD 70.3 millones                | USD 15.2 millones                |
| 1993 | USD 80.0 millones                | USD 11.9 millones                |
| 1994 | USD 84.9 millones                | USD 23.0 millones                |
| 1995 | USD 94.7 millones                | USD 22.4 millones                |
| 1996 | USD 99.9 millones                | USD 32.4 millones                |
| 1997 | USD 128 millones                 | USD 34.2 millones                |
| 1998 | USD 128 millones                 | USD 34.2 millones                |
| 1999 | USD 117 millones                 | USD 20.2 millones                |

## Década de 2000
La siguiente tabla se muestra el comercio exterior entre Bolivia y Chile, durante la década de 2000.
| Año  | Exportaciones de Chile a Bolivia | Exportaciones de Bolivia a Chile |
| 2000 | USD 138 millones                 | USD 27.3 millones                |
| 2001 | USD 137 millones                 | USD 22.6 millones                |
| 2002 | USD 112 millones                 | USD 20.4 millones                |
| 2003 | USD 112 millones                 | USD 37.9 millones                |
| 2004 | USD 104 millones                 | USD 48.0 millones                |
| 2005 | USD 148 millones                 | USD 34.3 millones                |
| 2006 | USD 221 millones                 | USD 53.6 millones                |
| 2007 | USD 207 millones                 | USD 46.8 millones                |
| 2008 | USD 360 millones                 | USD 60.9 millones                |
| 2009 | USD 259 millones                 | USD 65.0 millones                |

## Década de 2010
La siguiente tabla se muestra el comercio exterior entre Bolivia y Chile, durante la década de 2010.
| Año  | Exportaciones de Chile a Bolivia | Exportaciones de Bolivia a Chile |
| 2010 | USD 324 millones                 | USD 77.2 millones                |
| 2011 | USD 1.440 millones               | USD 149 millones                 |
| 2012 | USD 1.400 millones               | USD 225 millones                 |
| 2013 | USD 1.520 millones               | USD 153 millones                 |
| 2014 | USD 1.490 millones               | USD 104 millones                 |
| 2015 | USD 1.140 millones               | USD 81.4 millones                |